# MTV Unplugged/Música de fondo
MTV Unplugged/Música de fondo es el segundo álbum en vivo de la banda de rock alternativo Zoé, lanzado el 22 de marzo de 2011 a través de Universal Music Group de México (antes EMI Music México). Fue grabado en versión acústica en sus canciones el 5 de octubre de 2010, como parte de la serie MTV Unplugged. El álbum contiene sus más exitosos sencillos de sus álbumes anteriores y además, contiene una nueva canción llamada «Labios Rotos» (canción inédita de la banda) compuesta y cantada por León Larregui. Tan solo un día después de su lanzamiento, el álbum MTV Unplugged/Música de fondo debutó en el número uno tanto en su edición física y como en la digital, que salieron a la venta simultáneamente en Estados Unidos, España y Latinoamérica.
Sus canciones más famosas del álbum son: Labios rotos con 730,427,989 vistas, Soñé con 378,577,229 vistas y Luna con 388,166,307 visitas en YouTube.

## Historia
En julio de 2010 comenzaron los ensayos. Se seleccionaron 25 canciones de la discografía de Zoé y se empezó a trabajar en un tema inédito.
El primer invitado fue Chetes, se invitó a Andrés Sánchez con la idea de hacer arreglos para cuerdas/metales y se convirtió también en el ala izquierda de las percusiones.
El primer ensayo con cuerdas y metales fue 96 horas antes de concierto. El montaje y el cableado de los instrumentos duró 10 horas.
El Unplugged se grabó en el Foro 8 de los Estudios Churubusco el 5 de octubre del 2010 ante 300 espectadores, se transmitió en febrero del 2011 en la página de MTV Latinoamérica, la primera canción de concierto fue Soñé  y después seguida por el tema Sombras luego se estrenó un tema inédito llamado Labios rotos después fue seguida por Vía Láctea acompañada de una sección cuerdas y metales y también donde le León pidió que acompañaran la canción con sus aplausos

## Lista de canciones
| MTV Unplugged/Música de fondo                     |                                                                                     |          |  |
| N.º                                               | Título                                                                              | Duración |  |
| 1.                                                | «Sombras»                                                                           | 4:13     |  |
| 2.                                                | «Soñé»                                                                              | 3:47     |  |
| 3.                                                | «Últimos días»                                                                      | 3:53     |  |
| 4.                                                | «No Me Destruyas»                                                                   | 3:45     |  |
| 5.                                                | «Labios rotos (En Vivo Desde México / 2010»                                         | 4:04     |  |
| 6.                                                | «Dead» (con Adrián Dárgelos de Babasónicos)                                         | 3:58     |  |
| 7.                                                | «Veneno»                                                                            | 4:15     |  |
| 8.                                                | «Paula»                                                                             | 4:13     |  |
| 9.                                                | «Infinito»                                                                          | 4:27     |  |
| 10.                                               | «Vía Láctea»                                                                        | 3:43     |  |
| 11.                                               | «Poli/Love»                                                                         | 4:16     |  |
| 12.                                               | «Luna» (con Denise Gutiérrez (Lo Blondo) de Hello Seahorse!)                        | 4:41     |  |
| 13.                                               | «Nada» (con Enrique Bunbury)                                                        | 4:45     |  |
| 14.                                               | «Nunca»                                                                             | 5:22     |  |
| 15.                                               | «Bésame mucho» (Versión Deluxe con Denise Gutiérrez (Lo Blondo) de Hello Seahorse!) | 5:38     |  |
| Duración Total:1:03:33 (sin incluir Bésame mucho) |                                                                                     |          |  |

| Versión deluxe del décimo aniversario del MTV Unplugged/Música de fondo |                                            |          |  |
| N.º                                                                     | Título                                     | Duración |  |
| 1.                                                                      | «Labios rotos Ensayo en 3D»                | 4:10     |  |
| 2.                                                                      | «Documental: Construyendo Música de fondo» | 1:00:00  |  |
| 1:04:10                                                                 |                                            |          |  |

## Músicos

### Zoé
- León Larregui — Voz, guitarra, monotron, grabadora de cassette y robotito danés.
- Sergio Acosta — guitarras y ukelele.
- Jesús Baez — Coros, piano, spinetta, órgano Hammond, órgano Yamaha, Toy Piano, Roland Strings, Casio SK10.
- Rodrigo Guardiola — Batería, percusiones, maleta, tambos, charola y jaula para pájaros.
- Ángel Mosqueda — Bajo, guitarras y coros.

### Artistas invitados
- Denise Gutiérrez — Coros, Kaos, mamushkas y voz principal en Luna.
- Enrique Bunbury
- Adrian Dargelos

### Músicos invitados
- Chetes — Coros, piano, guitarras, banjo, mandolina, órgano Yamaha, piano Wurlitzer y Vocoder.
- Yamil Recz — Vibráfono, tambores, platillos y máquina de escribir Olivetti.
- Andrés Sánchez — Bajo, percusiones, glockenspiel y órgano Hammond.
- Phill Vinall — Arpa de boca y pandero.
- Benjamín Carone Sheptak — Violín.
- Edgardo Carone Sheptak — Violín.
- Milana Sovolena Soloviona — Viola.
- Salomón Guerrero Alarcón — Chelo.
- Daniel Zlotnik —  Saxofón barítono, Saxofón tenor y Clarinete bajo.
- Alejandro Díaz — Trombone.
- Clive James Whatley — Corno francés.

## Curiosidades
- El escenario está ambientado con varios instrumentos musicales funcionales y alfombras elegantes, siendo como una habitación para ensayar.
- Invitaron a Denise Gutiérrez a cantar un tema. En cuanto escucharon su voz decidieron que debía participar en más canciones.
- Para el álbum, fueron invertidos 5 millones de dólares[cita requerida].
- La canción «10 A.M.» de su álbum Prográmaton iba a ser parte del álbum pero no pudo concluirse.
- Se iba tocar un Blues rock, originalmente se pensó hacer una versión de «Roncanroler» para que la cantara Adrian Dárgelos, la única donde Yamil Rezc tocaba el bajo, León con el pandero y Chetes con la armónica pero fue eliminada.
- Cuando Yamil Rezc llegó al ensayo el único instrumento que quedaba libre era el vibráfono, el único que nunca había tocado antes.
- Ángel Mosqueda le pidió prestado su bajo Höfner a Chetes.
- En este álbum se utilizan como instrumentos objetos convencionales: en «Sombras» utilizan una silla, en Labios rotos una maleta y una charola, en «Dead» y en «Poli/Love» una jaula pajarera y nuevamente una charola, y «Veneno» donde aparece este último, y «Nunca» una máquina de escribir.
- En total se utilizaron 57 micrófonos, 6 cámaras, 1 máquina de escribir, 12 lámparas de cocina, 75 líneas de instrumentos, 20 mezclas individuales de monitoreo inalámbrico, 6 guitarras, un bajo, dos violines, una viola, un violonchelo, un saxofón tenor, un saxofón barítono, un clarinete bajo, un trombón, una trompa, un arpa de boca, una batería, un banjo, una mandolina, diez teclados y un piano eléctrico.
- «Luna» es la única canción en que la voz principal es de Denise, con León como voz secundaria. Esto pues la canción cuenta con su versión con Hello Seahorse!, la cual siempre fue una de las favoritas.
- En la canción «Poli/Love» en el minuto 2:19 un espectador piensa que la canción ya había terminado y entonces empieza a aplaudir.
- En la canción «Dead» en el segundo 00:59 y 1:00 hay un error en el punteo en la guitarra de Sergio Acosta.
- Al final de la canción «Sombras» León pone una grabación de él hablando con su padre.
- En la canción «Nada», Rodrigo Guardiola le puso una cadena y unas monedas a los platillos[5]
- En el minuto 2:32 y 2:33 de la canción «Nada», Enrique Bunbury canta diciendo "transmisión" en lugar de "transfusión".
- En las canciones «No me destruyas», «Dead», «Infinito», «Paula», «Vía láctea», no participa Denise.
- Además de interpretar las canciones, León participa musicalmente en «Últimos días», «No me destruyas» y «Poli/Love».

## Recepción comercial
El álbum debutó en el número 1 en el Álbum mexican chart para la semana del 27 de marzo de 2011, remplazando a Viva el Príncipe de Cristian Castro. El álbum fue certificado con doble disco de platino por las 120,000 copias vendidas solo en México.
Para 7 de diciembre de 2015, el álbum ha certificado, según Amprofon, 1 disco de diamante + 2 discos de platino + 1 disco de oro, lo que equivale a 450,000 copias vendidas en México.

## Posicionamiento en listas

### Semanales
| País (Lista 2011)         | Posición |
| ------------------------- | -------- |
| México (AMPROFON Top 100) | 1        |

### Anuales
| País (Lista 2011)         | Posición |
| ------------------------- | -------- |
| México (AMPROFON Top 100) | 2        |
| País (Lista 2013)         | Posición |
| México (AMPROFON Top 100) | 55       |
| País (Lista 2014)         | Posición |
| México (AMPROFON Top 100) | 91       |

## Certificaciones
| País     | Organismo certificador | Certificación                     | Ventas certificadas | Ref.  |
| -------- | ---------------------- | --------------------------------- | ------------------- | ----- |
| México   | AMPROFON               | 2× Diamante + 1× Platino + 1× Oro | 690 000             | [ 6 ] |
| Colombia | ASINCOL                | 1× Oro                            | 5 000               | [ 6 ] |

## Premios y nominaciones

### Premios Grammys Latin
| Año  | Categoría                                          | Obra nominada                 | Resultado | Ref.        |
| ---- | -------------------------------------------------- | ----------------------------- | --------- | ----------- |
| 2011 | Mejor Álbum Alternativo de Rock Alternativo Latino | MTV Unplugged/Música de fondo | Ganador   | [ 7 ] [ 8 ] |
| 2011 | Premio Grammy Latino a la Mejor Canción de Rock    | «Labios rotos»                | Ganador   | [ 8 ] [ 7 ] |
| 2011 | Mejor video musical Versión Larga                  | MTV Unplugged/Música de fondo | Nominado  | [ 8 ] [ 7 ] |

### Premios Oye
| Año  | Categoría                     | Álbum                          | Resultado |
| ---- | ----------------------------- | ------------------------------ | --------- |
| 2012 | Mejor canción Rock en español | MTV Unplugged: Música de fondo | Ganador   |
| 2012 | Álbum en Español del Año      | MTV Unplugged: Música de fondo | Ganador   |
| 2012 | Solista o Grupo Rock          | MTV Unplugged: Música de fondo | Ganador   |